# Olidiana singularis
Olidiana singularis är en insektsart som beskrevs av Nielson 1991. Olidiana singularis ingår i släktet Olidiana och familjen dvärgstritar. Inga underarter finns listade i Catalogue of Life.